# Chrysalis (film)
Chrysalis je francouzský sci-fi film z roku 2007, který režíroval Julien Leclercq. Film se odehrává v budoucnosti v Paříži.

## Děj
Policista David Hoffmann pracuje u Europolu, jehož moderní mrakodrap se nachází v těsné blízkosti Pantheonu, a vyšetřuje záhadná úmrtí lidí s poškozeným mozkem. Při jedné z akcí zahyne v pařížských stokách jeho kolegyně a přítelkyně Sara. Jeho novou partnerkou je jmenována Marie Beckerová. Profesorka Brügenová vlastní kliniku, na které operuje svou dceru, která je zraněná po autonehodě. Pomocí přístroje na digitalizaci vzpomínek se jí pokouší vrátit paměť. David od informátora zjistí, že za únosem stojí Dimitri Nicolov, bývalý agent bulharské tajné služby a podaří se mu ho dopadnout. V cele zadržení však dojde k zápasu, při kterém Dimitriho zastřelí. David odejde od policie. Ukáže se, že mrtvý není Dimitri Nicolov, ale jeho dvojče Danis. Ten přepadne Davida v jeho bytě a odveze na kliniku, kde donutí profesorku, aby mu vymazala paměť. Přístroj Chrysalis ukradl on, jedná se o prototyp vyvinutý armádou. Kontrašpionáž proto spolupracuje s Europolem na jeho získání zpět. Marie se rozhodne společně s Davidem bez paměti pátrat na vlastní pěst. Stopy vedou na kliniku. Zde se David opět potká s Dimitriem a při zápase ho zabije. Ukáže se, že profesorčina dcera leží v kómatu a dívka, které uměle vrací paměť, je unesená Elena a chce z ní vytvořit novou dceru. Slíbí vrátit Davidovi paměť ze záznamu, ale je zabita agentem kontrašpionáže. Marie rovněž odchází od policie, rozloučí se u Zdi pro mír s Davidem, který odchází s Elenou.

## Obsazení
| Albert Dupontel  | David Hoffmann                |
| Marie Guillard   | Marie Beckerová               |
| Marthe Keller    | profesorka Brügenová          |
| Mélanie Thierry  | Manon Brügenová               |
| Claude Perron    | Miller                        |
| Patrick Bauchau  | Charles Becker                |
| Alain Figlarz    | Dimitri Nicolov/Danis Nicolov |
| Guy Lecluyse     | Kovacs                        |
| Cyril Lecomte    | patolog                       |
| Estelle Lefébure | Clara                         |